# Mariamitische kathedraal van Damascus

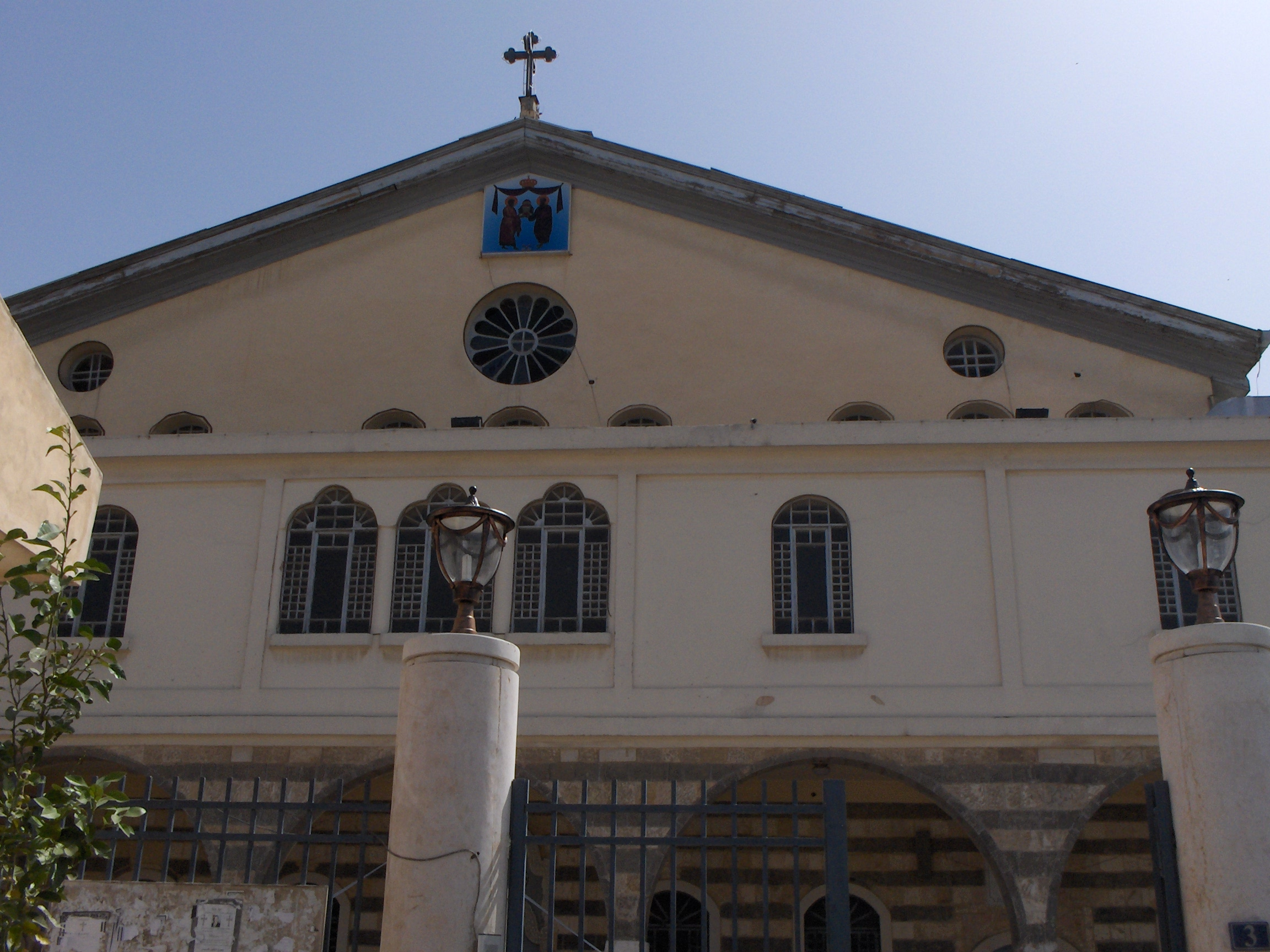
De Mariamitische kathedraal van Damascus.

De Mariamitische kathedraal van Damascus is de zetel van het Grieks-orthodox patriarchaat van Antiochië en het gehele Oosten.